# توماس كادوالار
كان توماس كادوالادر (بالإنجليزية: Thomas Cadwalader)‏ (من مواليد عام 1707- والمُتوفى في عام 1779) طبيبًا أمريكيًا في فيلادلفيا. بعد دراسة الطب تحت إشراف عمه الدكتور إيفان جونز، سافر إلى لندن لدراسة الطب تحت إشراف الدكتور وليام شيسلدن. وربما كان يحضر توماس محاضرات في جامعة ريمس في فرنسا. كما عاش لفترة من الوقت بالقرب من ترنتون بولاية نيوجيرسي، حيث حصل على لقب بورغيس في عام 1746. وبعد عودته إلى فيلادلفيا، تم انتخابه في عام 1751 إلى المجلس العام للمدينة. خدم توماس في مجلس مقاطعة بنسلفانيا من عام 1755 حتى الثورة. كان توماس واحدًا من مؤسسي مستشفى بنسلفانيا في 1751. ويعتبر الدكتور كادوالادر من أوائل الذين قاموا بتلقيح المرضى ضد الجدري وكان مؤسس ومدير شركة مكتبة فيلادلفيا وعضوًا في الجمعية الفلسفية الأمريكية.
كان أبناؤه جون ولامبرت ناشطين في حرب الاستقلال الأمريكية.
تم تسمية كادوالادر بارك، في ترينتون بولاية نيو جيرسي، على شرفه. تبلغ مساحة الحديقة حوالي 100 فدان (0.40 كيلومتر مربع)، وقد صممها فريدريك لو أولمستد وتم بناؤها في عام 1887.